# Protostegidae
Los protostégidos (Protostegidae) son una familia extinta de tortugas marinas que vivieron durante la era Mesozoica. La familia incluye algunas de las tortugas de mar más grandes que han existido. La más grande, Archelon, tenía una cabeza de un metro de largo. Como la mayoría de las tortugas de mar, tenían el cuerpo aplanado y aletas en las extremidades delanteras. Los Protostegidae tenían un caparazón reducido en forma similar a la tortuga laúd actual.

## Anatomía

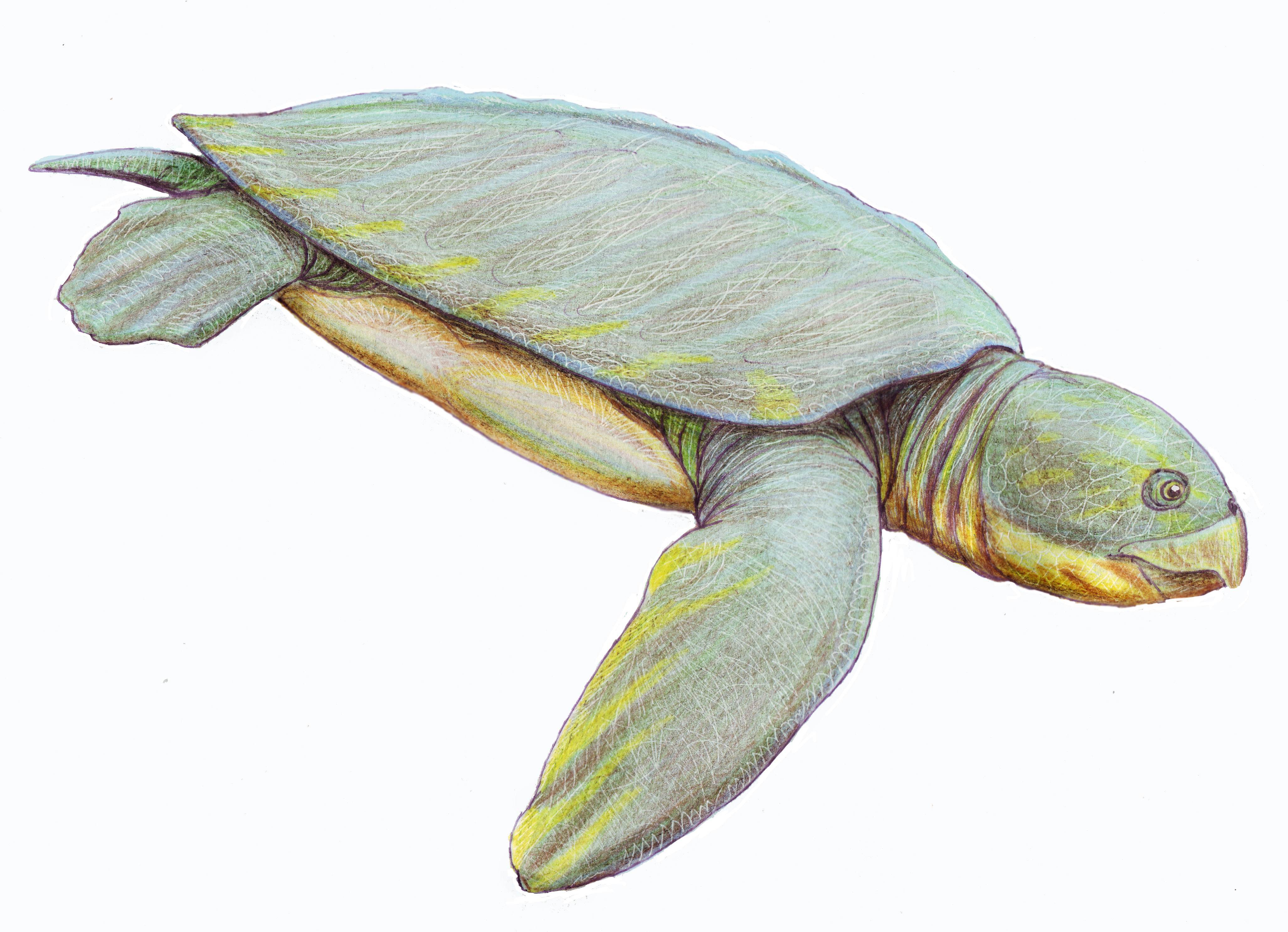
Protostega.

Habiendo sido una de las primeras tortugas marinas, los protostégidos fijaron el esquema general del cuerpo para las especies de tortugas de mar que les siguieron. Los protostégidos tenían un cuerpo generalmente plano, con cuatro miembros, una cola corta y una cabeza grande en el extremo de un cuello relativamente corto. Al igual que otras tortugas de mar, poseían aletas especialmente desarrolladas para nadar en el océano. En forma similar a su pariente actual los Dermochelyidae, los protostégidos poseían el caparazón muy pequeño. Algunos especímenes poseen salientes esqueléticas de las costillas que casi envuelven todo el cuerpo a modo de caparazones. En forma análoga a las tortugas de mar modernas, los protostégidos tenía un pico afilado. Una de las características de definición de los miembros de la familia son sus cabezas desproporcionamente grandes. En particular, se han encontrado algunos especímenes de Archelon con la cabeza de un metro de largo. Además, los miembros de la familia poseen plastrones de tamaño pequeño.

## Ecología

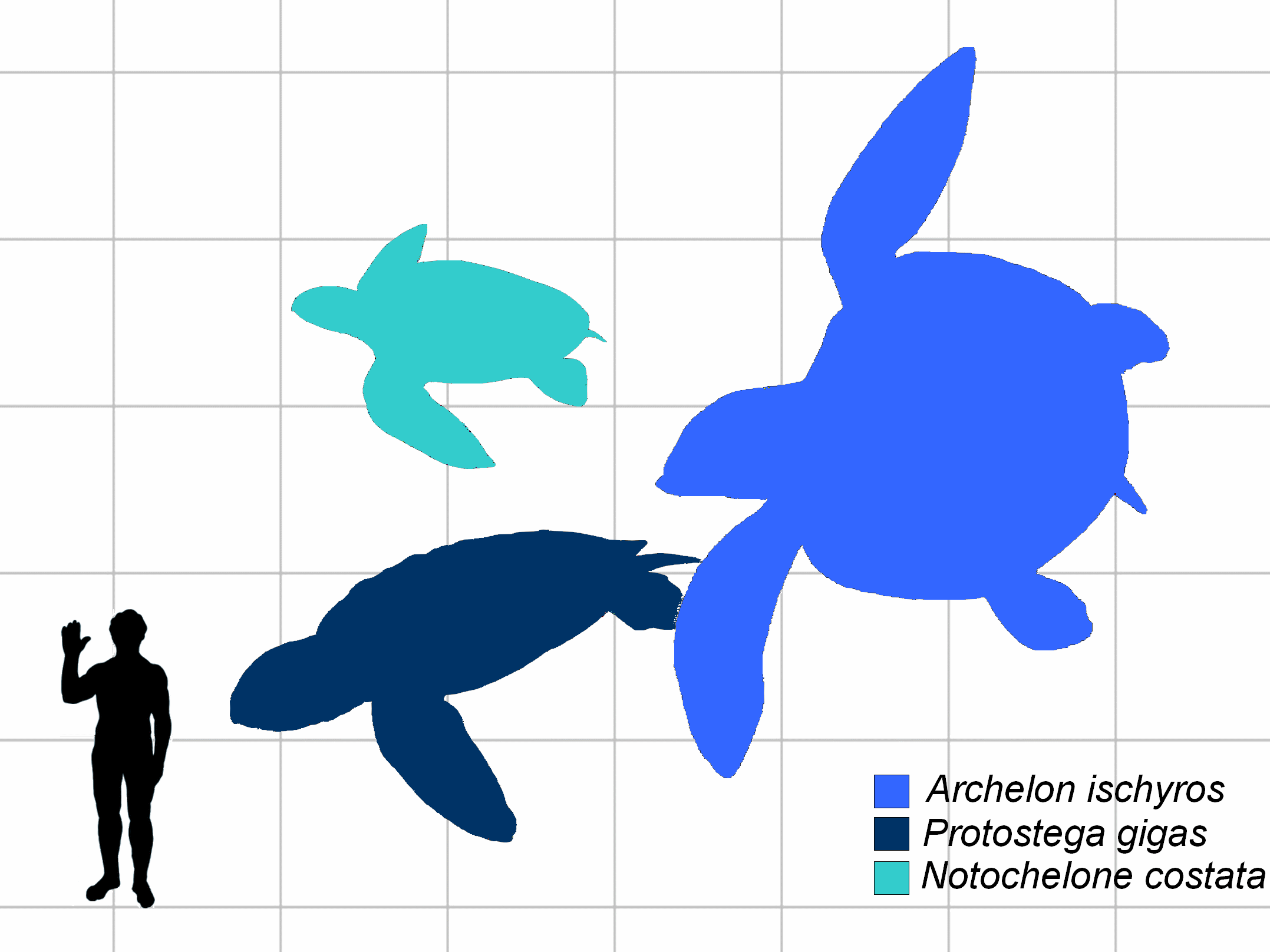
Comparación de tamaño entre algunos protostégidos, junto a un ser humano.

Aunque todos los miembros de la familia están extintos, los estudios paleontológicos han proporcionado una cierta comprensión en cuanto al ecológico de los protostégidos. El análisis de los órganos fosilizados de algunos protostégidos ha permitido descubrir estómagos enteros que contenían crustáceos fosilizados. Se ha postulado que a su vez deben haber sido cazadas por los principales depredadores existentes en aquellas épocas. Se han encontrado protostégidos fósiles con impresiones de dientes de los grandes tiburones lámnidos de esos tiempos. Se han descubierto dos especímenes de protostégidos con marcas de dientes de tiburones grandes. Además, los dientes del extinto tiburón Cretoxyrhina mantelli se han encontrado encajados en por lo menos un esqueleto de protostégidos.

## Historia
El miembro más antiguo de esta familia es Santanachelys gaffneyi, identificado a partir de un espécimen excavado del Brasil en 1998. La especie apareció primero durante el Cretácico temprano. Como tortuga de mar primitiva, Santanachelys tenía varias características no especializadas como dígitos distinguibles en sus brazos en forma de aleta. Las aletas de parientes más modernos muestran extremidades fundidas lo que permite una mayor eficiencia al nadar. Al igual que la mayoría de la fauna de grandes proporciones de la era Mesozoica, los protostégidos se extinguieron durante el acontecimiento de extinción del Cretácico-Terciario que produjo la extinción de los dinosaurios. Mediante análisis filogenético, se ha determinado que los parientes vivos más cercanos de esta familia son las tortuga laúd actual de la familia Dermochelyidae, que son monofiléticas.

## Historia taxonómica

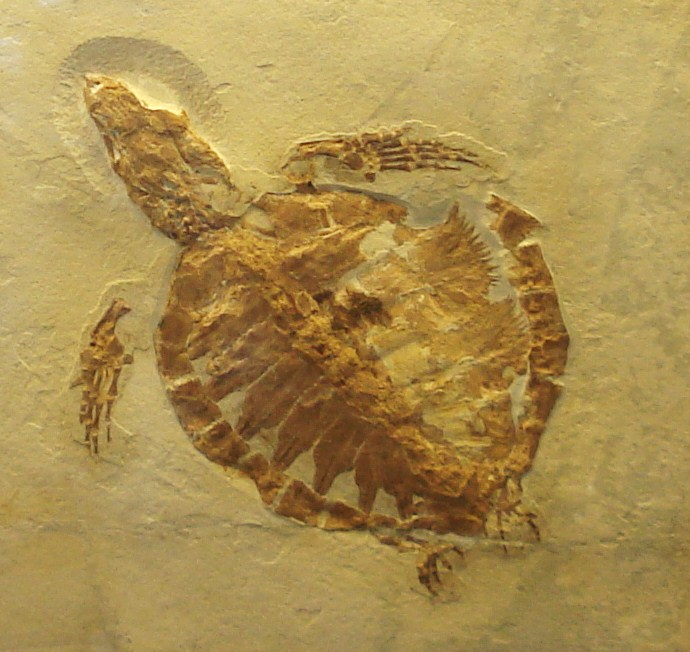
Rhinochelys nammourensis

En 1888, el zoólogo belga George Albert Boulenger publicó su clasificación de Testudinata dentro de la novena edición de la Enciclopedia Británica. El género Protostega fue puesto dentro de la familia Sphargidae bajo el suborden Athecae. Un año más adelante, el suborden entero fue reubicado por Karl Alfred von Zittel como una familia dentro de "Cryptodira". En 1994, Hirayama propuso una subdivisión en tres familias de la superfamilia de la tortuga de mar basado en análisis cladístico; a Protostegidae le fue dado la condición de familia formal en el sistema, conteniendo la mayor parte de los géneros extintos incluyendo Archelon y un Protostegidae sin descripción previa. El espécimen no identificado fue descrito completamente en 1998, como la especie Santanachelys gaffneyi. El género Santanachelys fue añadido a la familia después de que se describiera la nueva especie. Análisis posteriores de este espécimen lo han identificado como el miembro más antiguo de esta familia.